# Grand Hotel (miniserie televisiva)
Grand Hotel è una miniserie televisiva italiana in sei puntate diretta da Luca Ribuoli e trasmessa in prima visione assoluta su Rai 1 dal 1º al 22 settembre 2015. È basata sulla serie spagnola Grand Hotel - Intrighi e passioni, formata da 39 puntate suddivise in tre stagioni e trasmessa su Antena 3 dal 2011 al 2013.
La miniserie è stata cancellata dopo una sola stagione.

## Puntate
| N° | Titolo          | Prima TV          |
| -- | --------------- | ----------------- |
| 1  | Prima puntata   | 1º settembre 2015 |
| 2  | Seconda puntata | 2 settembre 2015  |
| 3  | Terza puntata   | 9 settembre 2015  |
| 4  | Quarta puntata  | 15 settembre 2015 |
| 5  | Quinta puntata  | 16 settembre 2015 |
| 6  | Sesta puntata   | 22 settembre 2015 |

## Trama

### Prima puntata
Sud Tirolo, 1905. Pietro Neri, un ragazzo di umili origini, si fa assumere come cameriere stagionale al Grand Hotel Imperial, uno degli alberghi più lussuosi del Trentino, presentandosi col falso nome Pietro Santi: il suo obiettivo è scoprire cos'è accaduto a sua sorella Caterina, una cameriera che lavorava in quell'albergo e di cui nessuno sa più nulla da circa un mese.
Pietro conosce Adele Alibrandi, figlia della proprietaria dell'albergo: fra i due nascono simpatia e attrazione, e insieme indagano sulla scomparsa di Caterina. Tuttavia Vittoria, la madre di Adele, per mantenere il buon nome dell'hotel ostacola i due e le loro indagini. Pietro stringe amicizia con il cameriere Angelo, figlio di Rosa, la donna che dirige il personale femminile dell'hotel, col quale divide la stanza. Nel frattempo, Vittoria scopre che suo marito, scomparso da poco, ha lasciato molti debiti, e così decide che sua figlia dovrà sposare Marco Testa, l'amministratore dell'albergo, che in seguito nomina direttore. Con il passare dei giorni, Pietro si convince che Marco sia coinvolto nella scomparsa di Caterina, ma Adele continua a difendere il fidanzato. Olimpia, figlia di Vittoria e sorella di Adele e dello sfaccendato Jacopo, perde il figlio che portava in grembo a causa di una caduta dalle scale provocatale durante un litigio dal marito, il marchese Rodolfo Von Raben.
- Ascolti: telespettatori 3 289 000 – share 15,61%.[2]

### Seconda puntata
Anita, la capocameriera del Grand Hotel, dopo aver scoperto di essere incinta di Marco, con cui aveva una relazione segreta, promette a Vittoria che una volta nato cederà suo figlio a lei, credendo di destinarlo a una vita migliore in un'altra famiglia; in realtà, Vittoria vuole far passare il figlio di Anita per quello di sua figlia Olimpia che, divenuta sterile dopo la caduta, teme che, se il marito sapesse la verità, la lascerebbe. La faccenda si complica quando arriva anche la suocera di Olimpia, la marchesa Von Raben, che alimenta nel figlio i dubbi sulla reale gravidanza della nuora.
Vicino all'albergo, intanto, viene rinvenuto il cadavere di Jiji, la prostituta frequentata da Jacopo Alibrandi, e questo porta al Grand Hotel l'ispettore Egisto Venezia, che comincia ad indagare sulla morte della ragazza. Si scopre inoltre che dietro questo caso ve ne sono altri tre di donne improvvisamente scomparse nel nulla, e probabilmente uccise. Nel corpo di Jiji viene trovato un pezzetto di un coltello d'oro, l'arma del delitto, e nel servizio di posate d'oro dell'hotel in effetti manca un coltello. Rosa lo trova in un cassetto in camera di Jacopo e lo porta a Vittoria. Jacopo, con la complicità della madre, nasconde il coltello d'oro in camera di Angelo. Quando poi Rosa ricatta Vittoria minacciando di rivelare a tutti la falsa gravidanza di Olimpia, Angelo viene scarcerato e viene invece arrestato Jacopo. Nel frattempo, Marco viene ricattato a proposito della scomparsa di Caterina.
Romeo, il portiere dell'albergo, si mostra sempre più nervoso del solito e minaccia con un coltello Adele, intimandola di seguirlo in un vecchio pozzo. Questo attira l'attenzione di Pietro, che segue i due, ma anche di Marco, che arriva con una pistola e spara a Romeo, che muore mentre sta per svelare a Pietro cosa fosse successo a Caterina.
- Ascolti: telespettatori 3 493 000 – share 16,46%.[3]

### Terza puntata
Dopo la morte di Romeo, che era colui che ricattava Marco, Adele trova una chiave in mezzo ai vestiti del defunto portiere. Insieme a Pietro, Adele scopre che appartiene a una vecchia baita di proprietà di Romeo, così Pietro si reca sul posto da solo, ma viene spiato da Arturo, il fidato collaboratore dell'ispettore Venezia. Il giovane trova la valigia della sorella Caterina, ma viene colpito da qualcuno con una bottiglia di vetro. L'ispettore Venezia e Arturo aiutano Pietro a riprendersi e scoprono che è stato in carcere per furto e che è il fratello di Caterina.
Vicino alle mura del paese viene trovato un altro cadavere. Pietro viene chiamato per riconoscere se si tratti della sorella, ma invece è una delle tre ragazze scomparse in precedenza. Marco e Adele fissano la data del loro matrimonio e, durante un pranzo, Vittoria annuncia anche il fidanzamento del figlio Jacopo con la figlia del generale Falkenstein, Clara, che soffre di isteria e ha sedotto il giovane. Poco dopo Jacopo conosce anche Mitzi, la sorella di Clara, e s'innamora di lei; questo porta alla gelosia di Clara, che, avendo intuito il profondo legame nascente tra il fidanzato e Mitzi, durante un attacco d'ira spinge giù dalla finestra la sorella, che cade così in coma. Rosa cerca di mandare via Anita, perché capisce che il figlio che lei porta in grembo non è di Angelo come le era stato detto. In realtà,il figlio è di Anita e di Marco, che non vuole far andare via l'amante dal Grand Hotel.
- Ascolti: telespettatori 3 231 000 – share 14,04%.[4]

### Quarta puntata
Jacopo decide di denunciare Clara alla polizia, in quanto sospetta che abbia spinto Mitzi dalla finestra; quando lei lo viene a sapere, stenta a crederci e si toglie la vita con del sonnifero. Suo padre, ritenendo Jacopo il responsabile della sua morte e volendo avere vendetta, lo sfida a duello; Jacopo, non avendo svolto il servizio militare, non sa prendere in mano una pistola e sparare. Olimpia ascolta di nascosto una conversazione tra Marco e Anita e capisce che il figlio che la cameriera aspetta è del direttore. Intanto, di notte, Adele vede al Grand Hotel l'ombra dell'assassino con il coltello d'oro che la insegue, ma lei fugge in camera sua, così l'assassino uccide un'altra donna, la fioraia Susanna. L'ispettore Venezia inizia a sospettare di Rodolfo, il marito di Olimpia, in quanto sa che soffre di attacchi d'ira, ma i sospetti cadono; si scopre anche che l'assassino col coltello d'oro uccide soltanto nelle notti di luna piena.
Pietro vede addosso a una donna ospite del Grand Hotel una spilla appartenuta a Caterina; Adele, con una scusa, riesce a vedere la spilla e legge una dedica rivolta proprio alla sorella di Pietro. Il cameriere, rileggendo le lettere della sorella, scopre che Marco e Caterina erano amanti e lo dice ad Adele, che però non crede che Marco abbia a che fare con la scomparsa della donna. Adele ne parla con l'ispettore Venezia, che guardando delle foto scattate durante l'anniversario di matrimonio di Olimpia e Rodolfo si accorge che Marco ha cambiato scarpe nel corso della serata e si è anche allontanato dall'albergo; inoltre, era proprio la sera della scomparsa di Caterina. Rodolfo decide di prendere il posto di Jacopo al duello con il generale Falkenstein, in quanto il ragazzo si tira indietro. Nell'albergo viene assunta una nuova cameriera incinta di nome Betta, assoldata da Olimpia perché non vuole crescere il figlio di Marco. Betta prova subito simpatia per Angelo, incoraggiata da Rosa. Anita prepara un infuso di erbe per far abortire Betta, ma a sua insaputa lo beve lei stessa, in quanto Rosa scambia le tazze. Rodolfo si reca al duello con Falkenstein e Pietro a testimoniare in gendarmeria, perché Marco viene arrestato per gli omicidi delle donne di cui sono stati rinvenuti i corpi, ma anche per la scomparsa di Caterina. Intanto il duello comincia e Jacopo si presenta accettando lui di duellare, ma Mitzi si sveglia e perciò il duello viene sospeso. Un uomo fidato di Marco segue Pietro e cerca di sparargli da lontano, ma arriva Caterina, che lo salva distraendo l'uomo che stava per sparare.
- Ascolti: telespettatori 3 507 000 – share 15,07%.[5]

### Quinta puntata
Pietro e Caterina si rifugiano nella baita di Romeo, e Caterina è molto agitata perché teme che gli Alibrandi possano trovarli: la ragazza, infatti, ha trovato una lettera che potrebbe far perdere il Grand Hotel agli Alibrandi, e l'ha messa al sicuro nell'albergo. Caterina racconta a Pietro che si era innamorata di Marco ma che lui la tradì, quindi fuggì con la lettera; Marco però la seguì e, cercando di portargliela via, le fece battere la testa, quasi uccidendola. La ragazza fu salvata da Romeo, che l'aveva curata nella baita. Ora Caterina vuole vendetta perché il Grand Hotel e gli Alibrandi le hanno rovinato la vita. Pietro le chiede dove sia questa lettera e che cosa contenga di così compromettente, ma lei gli mente dicendo che si trova nella serra e gli ruba la chiave che gli aveva lasciato dalla tasca. Rodolfo diventa il direttore del Grand Hotel, ma Marco viene scarcerato e riprende il suo posto. Jacopo chiede a Mitzi di sposarlo, ma lei non accetta per paura del padre. Caterina torna all'hotel e, travestita da cameriera, telefona a Vittoria dicendole di darle centomila corone se non vuole che si sappia ciò che ha scoperto, poi si reca di nascosto nella stanza numero 100, murata, attraverso un passaggio segreto, aperto grazie alla chiave che aveva Pietro: la lettera è infatti nascosta dietro un quadro e non nella serra, dove Pietro e Adele la cercano invano.
Jacopo fa portare il cinematografo al Grand Hotel apposta per Mitzi e, intanto, coltiva l'idea di arruolarsi nell'esercito imperiale per guadagnare la fiducia del generale Falkenstein. All'una di notte, Vittoria deve portare i soldi a Caterina, ma viene trattenuta da alcune persone e non si presenta all'appuntamento. Intanto Marco e Oreste Ratti, il suo collaboratore fidato, inseguono Caterina, ma non riescono a prenderla perché lei si chiude a chiave nei ripostigli del Grand Hotel. La donna, accecata dall'odio e dalla sete di vendetta, si reca nelle cucine e apre i condotti del gas per far saltare tutti in aria. Qualcuno però la colpisce, uccidendola, e Betta trova il suo corpo. Vittoria le fa pulire la chiazza di sangue sul pavimento e le fa promettere di dire alla polizia che ha trovato il corpo nella stireria, dove fa spostare il cadavere. Quando i poliziotti interrogano Betta sull'accaduto, lei si contraddice più volte e la sua versione suscita dubbi nell'ispettore Venezia. La servitù viene informata dell'accaduto e Angelo avvisa Pietro, che ha passato la notte con Adele. L'ispettore Venezia non crede che Caterina abbia sbattuto la testa per essersi sentita male a causa del forte odore di gas, e chiede che possa essere eseguita l'autopsia, ma Vittoria e il giudice negano il permesso. La mattina dopo, Pietro e Angelo vengono incaricati di spostare il corpo di Caterina dalla stireria. Adele dice a Pietro che sua madre provvederà alle spese per i funerali, ma Pietro preferisce seppellirla nel bosco. Jacopo va ad arruolarsi nell'esercito.
- Ascolti: telespettatori 3 714 000 – share 15,94%.[6]

### Sesta puntata
Adele vede qualcosa che brilla nel lago e, fingendo di aver perso l'anello di fidanzamento, chiede a Marco di farlo cercare. Pietro si tuffa e trova lo scheletro di un braccio adornato di gioielli. Vittoria caccia Betta dal Grand Hotel e le dà dei soldi, facendole promettere di non dire nulla sulla morte di Caterina. Intanto, Anita vede dove Marco nasconde la lettera, e Marco comunica a tutti l'intenzione di portare all'altare Adele molto presto. Il dottor Gadda scopre che lo scheletro era nel lago da almeno vent'anni: potrebbe essere Maria Elena, la donna che doveva andare in sposa ad Aaron Morgenstern, scomparsa improvvisamente. L'ispettore Venezia riceve una lettera anonima, imbucata da Betta, con scritto che Caterina è stata uccisa nelle cucine e, oltre a continuare a indagare sui recenti delitti e scomparse, decide di riaprire il caso della donna scomparsa trent'anni prima. L'ispettore Venezia e il suo collaboratore Arturo si recano nelle cucine del Grand Hotel e, oltre a vedere delle macchie di sangue sul pavimento, in un vecchio canale di scolo trovano il batticarne con cui è stata uccisa Caterina e iniziano ad analizzare le impronte digitali trovare sull'arma. Saputolo, Pietro decide di non andarsene più con Adele perché crede di essere vicino alla verità sull'omicidio della sorella.
Nel frattempo, Anita ruba la lettera a Marco e ne scopre il contenuto: il padre di Adele aveva avuto un figlio dalla prima moglie defunta, ma il piccolo era stato rapito alla nascita, e in seguito cresciuto da una donna del borgo, sola e senza figli: la cameriera Rosa. Appreso che il bambino è Angelo e che è il vero erede e padrone del Grand Hotel, Anita corre da lui, gli chiede perdono e dichiara di volerlo sposare. Il ragazzo, da sempre innamorato di lei, le crede e si sposano in segreto con Pietro e Linda come testimoni, all'insaputa della signora Rosa. Olimpia dice ad Adele che era nelle cucine quando Caterina è stata uccisa: anche l'ispettore Venezia sospetta di lei in quanto non ha un alibi per quella notte e Adele, per proteggere la sorella, consegna il suo portacipria spacciandolo per quello di sua sorella, in modo da essere certa che le impronte sull'arma non combaceranno. Marco non trova più la lettera e, dopo una frase di sfida di Anita, sospetta che l'abbia lei e lo comunica a Vittoria. La donna chiede ad Anita della lettera e, da una sua titubanza, capisce che i sospetti di Marco sono fondati.
Intanto l'ispettore Venezia informa Adele che Olimpia e Rodolfo non c'entrano nulla con la morte di Caterina, ma Pietro, saputo da Adele dello scambio di portacipria, porta all'ispettore Venezia una Bibbia con le vere impronte di Olimpia. L'ispettore Venezia intuisce da Aaron Morgenstern che trent'anni prima Raimondo aveva servito al Grand Hotel lui e la sua fidanzata Maria Elena poco prima che sparisse, e che questa gli aveva detto, scherzando, di avere un altro uomo, il cameriere. Così l'ispettore Venezia e Arturo si recano a perquisire la stanza di Raimondo e in un doppio fondo del suo armadio scoprono guanti, capelli, gioielli e altre cose appartenute ad ogni vittima. Raimondo, inseguito dall'ispettore Venezia, prende in ostaggio Linda e minaccia di ucciderla con il coltello d'oro, ma l'ispettore Venezia gli spara uccidendolo. Trent'anni prima, Raimondo aveva ucciso Maria Elena, con la quale aveva avuto un'avventura, per gelosia e perché lei l'aveva deriso dandogli dell'illuso, buttandone poi il corpo nel lago. Da allora aveva cominciato a uccidere le altre donne in una sorta di folle rito in cui proseguiva, nella sua mente, a uccidere Maria Elena. L'ispettore Venezia, verificate le impronte sulla Bibbia, accusa Olimpia dell'omicidio di Caterina, ma Rodolfo si autoaccusa per proteggere la moglie, realmente colpevole dell'omicidio, poiché crede aspetti un figlio. Olimpia si era recata all'appuntamento con Caterina al posto della madre, ma durante una colluttazione con la ragazza l'aveva colpita uccidendola. Mentre cercava la lettera aveva però sentito dei passi ed era fuggita: era sopraggiunto Ratti, che aveva recuperato la lettera e l'aveva consegnata a Marco, mentre Olimpia si era confidata con il marito. Ratti cerca di uccidere Anita per recuperare la lettera, ma viene fermato da Pietro e Linda appena in tempo.
Pietro scopre il contenuto della lettera e, dopo aver insultato Anita che ha sposato il suo amico solo per interesse, corre a farla vedere ad Angelo. Questi, in piedi su una scala intento a cambiare delle lampadine, ride della novità, credendo che l'amico stia scherzando. Pietro, attratto dalla scritta “tempus fugit” sulla busta, poggia la lettera sul tavolo dicendogli di leggerla e corre nello studio di Alibrandi, dove una pendola riporta la stessa scritta. Nel bilanciere Pietro trova qualcosa, ma Ratti lo minaccia con una pistola facendosi consegnare quanto trovato e lo porta da Marco, che ha scoperto che Pietro è il fratello di Caterina. Il ragazzo viene consegnato da Marco a due gendarmi che lo arrestano per aver disertato nell'esercito imperiale. Mentre comincia il matrimonio tra Marco e Adele, Ratti ricollega la corrente e Angelo cade dalla scala in seguito a una scarica elettrica, apparentemente morto. Anita corre inizialmente a soccorrerlo, ma vedendo la lettera, che Angelo non ha ancora letto, la ruba e scappa lasciando il ragazzo a terra senza chiamare aiuto. Pietro riesce a liberarsi dei soldati che lo scortavano e irrompe in chiesa urlando ad Adele che Marco ha ucciso suo padre e ribadendole che la ama mentre viene trascinato via dai soldati. Il matrimonio, però, si era già concluso, e il prete ha già dichiarato Marco e Adele marito e moglie.
- Ascolti: telespettatori 3 936 000 – share 16,38%.[7]